# If You Leave
| Recensione | Giudizio |
| ---------- | -------- |
| AllMusic   |          |

If You Leave è il primo album discografico in studio del gruppo musicale inglese Daughter, pubblicato nel marzo 2013 dall'etichetta discografica 4AD.

## Antefatti
I Daughter si sono formati nel 2010, quando inizialmente la cantante Elena Tonra, si esibiva a Londra in piccoli spettacoli, fino a quando non ha conosciuto il chitarrista Igor Haefeli ed il batterista Remi Aguilella. Dopo che il loro primo demo ricevette un grosso passaparola, nel 2011 il gruppo ha pubblicato il loro EP di debutto, intitolato His Young Heart, e successivamente lo stesso anno, pubblicano il loro secondo EP, intitolato The Wild Youth, attraverso la Communion Records. Nel 2012 firmano un contratto con l'etichetta discografica 4AD e cominciano a lavorare al loro album di debutto.

## Registrazione
Haefeli ha dichiarato di non «aver mai provato le canzoni prima di registrarle, scrivendo ogni brano nel suo appartamento e successivamente registrato in studio».

## Accoglienza

### Classifiche
L'album viene pubblicato il 18 marzo 2013, ed ha raggiunto la 4ª posizione nella Official Independent Albums Chart Top 50 e la 16ª posizione nella Official Albums Chart Top 100. Prima della sua uscita, ad ottobre 2012 viene rilasciato il singolo Smother, riprodotto dalle radio BBC Radio 1 e BBC Radio 6 Music e premiato come singolo della settimana dal sostenitore di lunga data Huw Stephens. Successivamente il 24 gennaio 2013, viene rilasciato il brano Still, con un video musicale diretto da Iain Forsyth e Jane Pollard. Dopo l'uscita dell'album, il 29 aprile 2013 pubblicano il secondo singolo dall'album Human su vinile e successivamente, il singolo Youth. A gennaio 2016, l'album ha venduto 74 489 copie nel Regno Unito.

### Critica
L'album ha ricevuto molte recensioni positive dalla critica. La BBC Music lo ha descritto come «totalmente ipnotico» e «molto più coinvolgente delle offerte di molti loro colleghi». Il quotidiano britannico The Guardian ha dato all'album un voto di 3 stelle su 5.

## Tracce
Testi e musiche di Elena Tonra e Igor Haefeli, eccetto dove indicato.
1. Winter – 4:43
2. Smother – 4:02
3. Youth – 4:13
4. Still – 3:33
5. Lifeforms – 5:35 (Elena Tonra)
6. Tomorrow – 4:41 (Elena Tonra)
7. Human – 3:32
8. Touch – 4:26
9. Amsterdam – 4:03
10. Shallows – 6:54

Durata totale: 45:42

## Formazione
- Elena Tonra - voce, chitarra, lirica musicale, arrangiamento
- Igor Haefeli - chitarra, lirica musicale, arrangiamento
- Remi Aguilella - batteria, percussioni
- Geoff Pesche - mastering
- Ken Thomas - missaggio
- Jolyon Thomas - missaggio